# Włodzimierz Gilewski
Włodzimierz Gilewski vel Hnatiuk-Gilewski (ur. 15 września 1893 w Kołomyi, zm. 16 lutego 1976 w Warszawie) – podpułkownik kawalerii Wojska Polskiego, działacz niepodległościowy.

## Życiorys
Urodził się 15 września 1893 w Kołomyi, ówczesnym mieście powiatowym Królestwa Galicji i Lodomerii, w rodzinie Maurycego, radcy sądu, i Emilii Hnatiukowej. Uczył się w c. k. Gimnazjum IV (Realnym) w Krakowie, w którym w 1911 złożył maturę. Do Gimnazjum uczęszczał razem z Marianem Chilewskim, późniejszym pułkownikiem Wojska Polskiego i szefem Biura Personalnego MSWojsk. W tym samym roku rozpoczął studia na Wydziale Prawa Uniwersytetu Jagiellońskiego.
17 sierpnia 1914 wstąpił do Legionów Polskich. 11 września 1914 był odnotowany w wykazie legionistów urodzonych w latach 1892–1895, wezwanych do asenterunku w Krakowie z przeznaczeniem do służby w kawalerii. Walczył w 2. lub 3. szwadronie późniejszego 2 pułku ułanów w Karpatach Wschodnich. W grudniu 1914 leczył się w Szpitalu Komitatowym w Nagyszöllös. W lipcu 1915 został przydzielony do oddziału konnego 6 pułku piechoty, z którym 12 września odszedł na front. Po reorganizacji służył w 6. szwadronie 2 puł. Był także odnotowany w Szpitalu Koni Kawalerii LP. W lipcu 1917, po kryzysie przysięgowym, przeszedł do Polskiego Korpusu Posiłkowego. Po bitwie pod Rarańczą (15–16 lutego 1918) dołączył do II Korpusu Polskiego w Rosji. Służył w 5 pułku ułanów, w stopniu wachmistrza. Wyróżnił się 11 maja 1918 w bitwie pod Kaniowem, w której został ciężko ranny. 1 czerwca 1921 porucznik Władysław Bereza sporządził wniosek na odznaczenie wachmistrza Gilewskiego Orderem Virtuti Militari, lecz nie został on pozytywnie załatwiony.
30 listopada 1918, jako chorąży byłego Polskiego Korpusu Posiłkowego został przyjęty do Wojska Polskiego i mianowany podporucznikiem w kawalerii ze starszeństwem z dniem 1 marca 1918, a 14 grudnia tego roku przydzielony do Komendy m. st. Warszawy. Później został przeniesiony do 2 pułku szwoleżerów. 10 sierpnia 1920 uzyskał absolutorium na Uniwersytecie Jagiellońskim. 
W 1921 został odkomenderowany z macierzystego pułku na studia w Warszawie. 3 maja 1922 został zweryfikowany w stopniu porucznika ze starszeństwem z dniem 1 czerwca 1919 i 15. lokatą w korpusie oficerów jazdy. W 1923 był przydzielony z 2 pszwol. do V Brygady Jazdy w Krakowie na stanowisko I oficera sztabu. W następnym roku wrócił do pułku i służył w nim przez kolejnych 12 lat. 31 marca 1924 został awansowany na rotmistrza ze starszeństwem z dniem 1 lipca 1923 i 12. lokatą w korpusie oficerów jazdy, a 2 grudnia 1930 awansowany na majora ze starszeństwem z dniem 1 stycznia 1931 i 13. lokatą w korpusie oficerów kawalerii. W grudniu 1932 został przesunięty na stanowisko kwatermistrza. W 1936 został przeniesiony do 6 pułku ułanów w Stanisławowie na stanowisko zastępcy dowódcy pułku. Na stopień podpułkownika został mianowany ze starszeństwem z 19 marca 1939 i 5. lokatą w korpusie oficerów kawalerii. W sierpniu 1939, w czasie mobilizacji, objął obowiązki zastępcy dowódcy Ośrodka Zapasowego Kawalerii „Stanisławów”. W czasie kampanii wrześniowej dowodził improwizowanym pułkiem kawalerii. 19 września 1939 przekroczył granicę węgierską w Munkaczu i został internowany. Brał udział w powstaniu warszawskim.
Był autorem słów pieśni żołnierskiej „Więc pijmy wino, Szwoleżerowie”.
Zmarł 16 lutego 1976 w Warszawie. Został pochowany na Cmentarzu Powązkowskim w Warszawie obok żony Anieli z Sadowskich (1898–1973) (kwatera 87, rząd 2, miejsce 29–30).

## Ordery i odznaczenia
- Krzyż Niepodległości 6 czerwca 1931 „za pracę w dziele odzyskania niepodległości”[20][21]
- Krzyż Walecznych czterokrotnie[22] (po raz pierwszy „za męstwo i odwagę wykazane w bitwie Kaniowskiej w składzie b. II Korpusu Wschodniego w dniu 11.5.18 r.”[23])
- Złoty Krzyż Zasługi – 18 lutego 1939 „za zasługi na polu pracy społecznej”[24]
- Medal Zwycięstwa[25]